# Hệ thống điều khiển

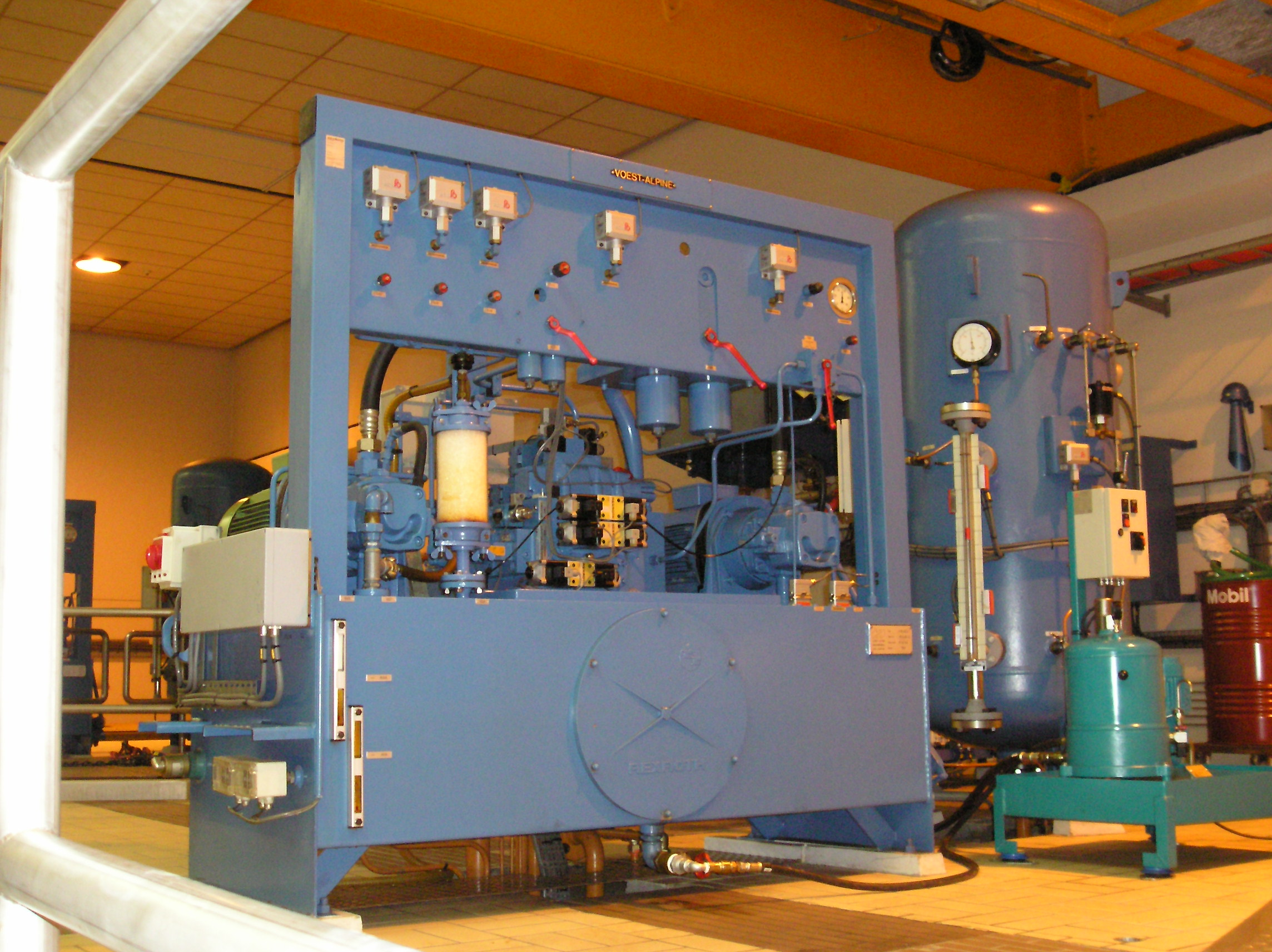
Một nhà máy thủy điện tại Amerongen, Hà Lan.

Một hệ thống điều khiển quản lý, ra lệnh, chỉ dẫn hoặc điều khiển các hành vi của các thiết bị hoặc hệ thống khác. Nó có thể bao gồm từ một bộ điều khiển sưởi trong gia đình bằng cách sử dụng một bộ điều khiển nhiệt để điều khiển một nồi hơi dân dụng cho tới các hệ thống điều khiển công nghiệp lớn đang được sử dụng để điều khiển các quá trình hoặc các máy móc công nghiệp.
Trong hình thức phổ biến nhất, hệ thống điều khiển phản hồi được mong muốn để điều khiển một quá trình, gọi là đầu ra mong muốn, do đó, đầu ra của nó theo sau một tín hiệu điều khiển, có thể là một giá trị cố định hay giá trị thay đổi. Hệ thống điều khiển so sánh đầu ra của quá trình với tín hiệu điều khiển, và áp dụng sự khác biệt như là một tín hiệu sai số để mang lại đầu ra của quá trình gần hơn với tín hiệu điều khiển.

## Tổng quan

Một vòng lặp phản hồi cơ bản

Thuật ngữ "hệ thống điều khiển" có thể được áp dụng cho điều khiển bằng tay cơ bản cho phép một nhân viên vận hành đóng và mở một máy nén thủy lực, có lẽ bao gồm logic do đó mà nó không thể di chuyển trừ khi có  phương pháp bảo vệ an toàn.
Một hệ thống điều khiển tuần tự tự động có ra lệnh một loạt các thiết bị truyền động cơ khí theo  trình tự chính xác để thực hiện một nhiệm vụ. Ví dụ, các thiến bị biến đổi điện và khí nén có thể gấp và dán keo một hộp các tông, trét keo vào sản phẩm và sau đó làm kín lại trong một máy đóng gói tự động. Các bộ điều khiển logic lập trình được được sử dụng trong nhiều trường hợp như thế này, nhưng cũng có một số các công nghệ khác.
Trong trường hợp các hệ thống phản hồi tuyến tính, một vòng điều khiển, bao gồm các cảm biến, thuật toán điều khiển và thiết bị chấp hành, được bố trí trong theo một quy cách để điều chỉnh một biến tại một giá trị điểm đặt hoặc tham chiếu. Một ví dụ về điều này có thể làm tăng cung cấp nhiên liệu cho một lò nung khi đo nhiệt độ giảm xuống. Các bộ điều khiển PID là phổ biến và hiệu quả trong những trường hợp như thế này. Các hệ thống điều khiển bao gồm một số việc cảm nhận kết quả mà chúng đang cố gắng để đạt được, đều sử dụng thông tin phản hồi và để trong một số phạm vi, thích ứng với các hoàn cảnh khác nhau. Các hệ thống điều khiển vòng hở không sử dụng tín hiệu phản hồi, và chỉ hoạt động bằng cách sắp xếp trước.

## Điều khiển vòng hở và vòng kín
Có hai lớp hệ thống điều khiển phổ biến, các hệ thống điều khiển vòng hở, và các hệ thống điều khiển vòng kín.
Trong một hệ thống điều khiển vòng hở, hành động điều khiển đến từ bộ điều khiển độc lập với "đầu ra của quá trình". Một ví dụ tốt về bộ điều khiển vòng hở là một nồi hơi sưởi ấm trung tâm điều khiển chỉ bằng một bộ định thì, do đó nhiệt lượng được đưa vào trong một thời gian liên tục, mà không phụ thuộc nhiệt độ của tòa nhà. (Hành động điều khiển là bật/tắt lò hơi. Đầu ra của quá trình là nhiệt độ của tòa nhà).
Trong một hệ thống điều khiển vòng kín, hành động điều khiển từ bộ điều khiển phụ thuộc vào giá trị đầu ra mong muốn và giá trị đầu ra thực tế của quá trình. Trong trường hợp tương tự của nồi hơi trên, bộ điều khiển này sẽ sử dụng một bộ điều khiển nhiệt để theo dõi nhiệt độ của tòa nhà, và do đó phản hồi trở lại một tín hiệu để đảm bảo đầu ra của bộ điều khiển duy trì nhiệt độ của tòa nhà để đặt trên bộ điều khiển nhiệt.
Một bộ điều khiển vòng kín do đó có một vòng lặp phản hồi đảm bảo cho bộ điều khiển tạo nên một hành động điều khiển để cung cấp cho một đầu ra của quá trình tương tự như "đầu vào tham khảo (đặt)" hoặc "đặt điểm". Vì lý do này, bộ điều khiển vòng khép kín còn được gọi là bộ điều khiển phản hồi.

## Điều khiển logic

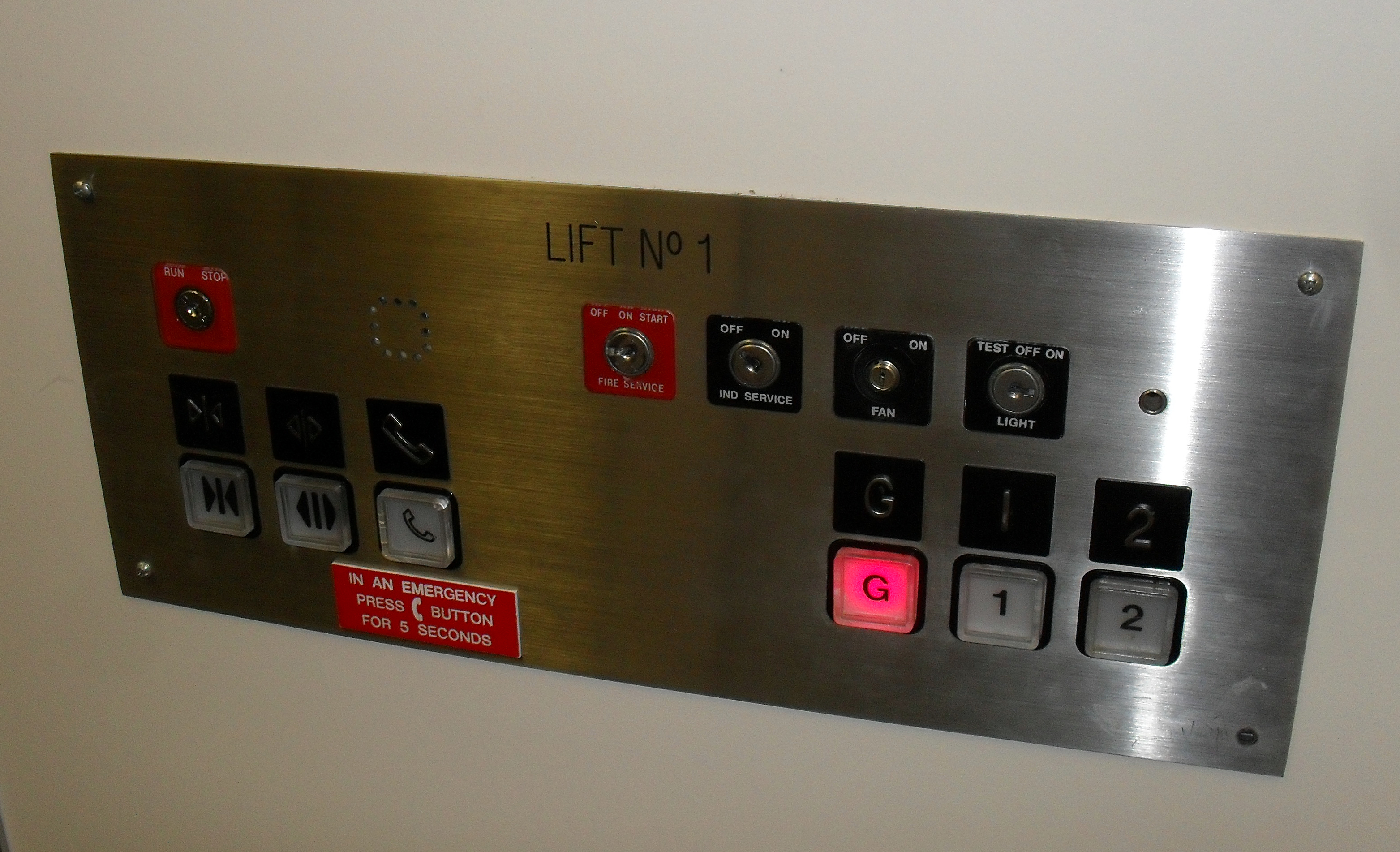
Một bảng điều khiển bên trong thang máy.

Các hệ thống điều khiển logic cho các máy móc công nghiệp và thương mại đã được thực hiện trong lịch sử tại điện áp lưới sử dụng các rơ le kết nối với nhau, được thiết kế bằng cách sử dụng ladder logic. Ngày nay, hầu hết các hệ thống như vậy được xây dựng với các bộ điều khiển logic lập trình được (PLC) hoặc các vi điều khiển. Ký hiệu của ladder logic vẫn còn được sử dụng như một ngôn ngữ lập trình cho PLC.
Các bộ điều khiển logic có thể đáp ứng với thiết bị đóng cắt, cảm biến ánh sáng, rơle áp lực,.v.v., và có thể điều khiển và dừng các hoạt động khác nhau của máy này. Các hệ thống Logic được sử dụng cho các hoạt động cơ khí trình tự trong nhiều ứng dụng. Phần mềm PLC có thể được viết bằng nhiều cách khác nhau – sơ đồ bậc thang, SFC-sơ đồ hàm tuần tự hoặc bằng ngôn ngữ được gọi là danh sách báo cáo (statement list).
Ví dụ như thang máy, máy giặt và các hệ thống gồm cá hoạt động stop-go (dừng-chạy) tương quan.
Các hệ thống logic khá dễ thiết kế, và có thể xử lý các hoạt động rất phức tạp. Một số khía cạnh của thiết kế hệ thống logic sử dụng tới Đại số Boole.

## Điều khiển on–off
Một bộ điều khiển nhiệt là một bộ điều khiển phản hồi âm đơn giản: khi nhiệt độ ("biến quá trình" hoặc PV) nằm dưới điểm đặt (SP), lò sưởi sẽ được bật nguồn. Một ví dụ khác có thể là một rơle áp suất trên một máy nén khí. Khi áp lực (PV) giảm xuống dưới ngưỡng (SP), máy bơm sẽ được cấp nguồn. Tủ lạnh và máy bơm chân không cũng gồm các cơ chế hoạt hoạt động tương tự theo hướng ngược lại, nhưng vẫn cung cấp thông tin phản hồi âm để sửa sai số.
Hệ thống điều khiển phản hồi on-off đơn giản như thế có giá thành rẻ và hiệu quả cao. Trong một số trường hợp, ví dụ như máy nén khí đơn giản, có thể đại diện cho một sự lựa chọn thiết kế tốt.
Trong hầu hết các ứng dụng của điều khiển on-off có phản hồi, một số xem xét cần phải tính đến, chẳng hạn như hao mòn của các van điều khiển và có lẽ là các chi phí khởi động khác khi cấp nguồn trở lại mỗi khi PV giảm xuống. Do đó, các hệ thống điều khiển on-off thực tế được thiết kế bao gồm cả độ trễ có vai trò như một dãi chết (deadband), một khu vực xung quanh giá trị điểm đặt trong đó không có hành động điều khiển nào xảy ra. Chiều rộng của deadband có thể điều chỉnh hoặc lập trình được.

## Điều khiển tuyến tính
Các hệ thống điều khiển tuyến tính sử dụng phản hồi âm tuyến tính để tạo ra một tín hiệu điều khiển toán học dựa trên các biến khác, với quan điểm để duy trì quá trình điều khiển trong một phạm vi hoạt động chấp nhận được.
Đầu ra từ một hệ thống điều khiển tuyến tính vào quá trình điều khiển có thể dưới hình thức một tín hiệu biến đổi trực tiếp, chẳng hạn như một van có thể là mở 0% hoặc 100% hoặc bất cứ vị trí ở giữa nào. Đôi khi điều này là không khả thi và vì vậy, sau khi tính toán tín hiệu yêu cầu khắc phục hiện tại, một hệ thống điều khiển tuyến tính có thể liên tục đóng mở lặp đi lặp lại một cơ cấu chấp hành, chẳng hạn như cấp điện cho một máy bơm, động cơ hay lò nung, hoàn toàn và sau đó tắt điện hoàn toàn một lần nữa, việc điều chỉnh chu kỳ làm việc bằng cách sử dụng điều chế độ rộng xung.

### Điều khiển tỷ lệ

, trong đó là hệ số suy giảm và là tần số không suy giảm tự nhiên.

Khi điều khiển nhiệt độ của một lò nung công nghiệp, thường là tốt hơn để điều khiển độ mở của van nhiên liệu theo khâu tỷ lệ đối với các nhu cầu hiện tại của lò. Điều này sẽ giúp tránh những cú sốc nhiệt và sử dụng nhiệt lượng có hiệu quả hơn.
Các hệ thống phản hồi âm tỉ lệ dựa trên sự khác biệt giữa điểm đặt yêu cầu (SP) và giá trị quá trình (PV). Sự khác biệt này được gọi là sai số. Nguồn cấp tỉ lệ thuận với sai số đo lường hiện tại, trong ý nghĩa chính xác với xu hướng giảm thiểu sai số và do đó tránh được phản hồi dương. Số lượng hành động khắc phục được áp dụng cho một sai số nhất định được thiết lập bởi độ lợi hay độ nhạy của hệ thống điều khiển.
Tại những độ lợi thấp, chỉ một hành động khắc phục nhỏ được áp dụng khi sai số được phát hiện. Hệ thống có thể được an toàn và ổn định, nhưng có thể đáp ứng chậm với những điều kiện thay đổi. Các sai số sẽ duy trì không được điều chỉnh trong thời gian tương đối dài và hệ thống đó được gọi là over-damped (giảm dao động quá mức). Nếu độ lợi tỉ lệ được tăng lên, những hệ thống như vậy trở nên phản ứng nhanh hơn và sai số được xử lý nhanh hơn nhiều. Đó là một giá trị tối ưu cho thiết lập độ lợi khi hệ thống tổng thể được cho là critically damped (giảm dao động khắt khe). Việc tăng độ lợi vòng điều khiển vượt ra ngoài điểm này dẫn đến dao động trong PV và một hệ thống như vậy là under-damped (giảm dao động dưới mức).
Trong các hệ thống thực tế, có những giới hạn thực tế đối với phạm vi của biến thao tác (MV). Ví dụ, một máy sấy có thể được tắt nguồn hoàn toàn hoặc bật nguồn hoàn toàn, hoặc một van có thể được đóng hoặc mở hoàn toàn. Các điều chỉnh độ lợi đồng thời làm thay đổi phạm vi của các giá trị sai số trên MV là giữa những giới hạn này. Độ rộng của phạm vi này, trong các đơn vị của biến sai số và do đó của PV, được gọi là dãi tỷ lệ (PB). Trong khi độ lợi là hữu ích trong việc xử lý bằng toán học, dãi tỷ lệ thường được sử dụng trong các tình huống thực tế. Cả hai đều đề cập đến những điều tương tự, nhưng PB tỉ lệ nghịch với độ lợi – độ lợi càng cao dẫn đến PB càng hẹp, và ngược lại.

#### Ví dụ về lò nung under-damped
Trong ví dụ lò nung, giả sử nhiệt độ đang tăng lên tới một điểm đặt, mà tại đó 50% năng lượng có sẵn sẽ được yêu cầu để đạt được trạng thái ổn định. Ở nhiệt độ thấp, dùng hết 100% năng lượng có sẵn. Khi giá trị quá trình (PV) là trong giới hạn này, nói wangf 10°Của SP đầu vào nhiệt bắt đầu được giảm bởi bộ điều khiển tỉ lệ (lưu ý rằng điều này hàm ý một dãi tỷ lệ 20°  (PB) từ đầu vào nguồn điện đầy đủ tới bằng không, trải đều xung quanh giá trị điểm đặt). Tại điểm đặt này bộ điều khiển sẽ được áp dụng 50% nguồn điện theo yêu cầu, nhưng nhiệt lượng lưu trữ tản ra trong hệ thống phụ lò nung và trong các bức tường của lò sẽ giữ cho nhiệt độ đo được được tăng cao hơn nhiệt độ yêu cầu. Tại điểm lớn hơn SP 10°, chúng ta đạt đến đỉnh của dãi tỷ lệ (PB) và không có nguồn điện nào được đưa vào, nhưng nhiệt độ có thể tiếp tục tăng hơn nữa trước khi bắt đầu giảm trở lại. Cuối cùng khi PV rơi trở lại vào PB, quá trình nung được thực hiện lặp lại, nhưng bây giờ lò nung và các bức tường lò là quá lạnh và nhiệt độ giảm quá thấp trước khi quá trình giảm này bị dừng lại, theo đó dao động cứ tiếp tục.

#### Ví dụ lò nhiệt over-damped
Dao động nhiệt độ mà một hệ thống điều khiển lò nhiệt under-damped tạo ra là không thể chấp nhận được vì nhiều lý do, bao gồm cả sự lãng phí nhiên liệu và thời gian (mỗi chu kỳ dao động có thể mất nhiều phút), cũng như khả năng quá nhiệt nghiêm trọng của cả lò nhiệt và vật được nung của nó.
Giả sử rằng độ lợi của hệ thống điều khiển này bị giảm đáng kể và nó được khởi động lại. Khi nhiệt độ tiến tới, 30° dưới SP (60° dãi tỉ lệ (PB)), nhiệt đầu vào bắt đầu giảm, tốc độ nung của lò nhiệt có thời gian để làm chậm và, vì nhiệt lượng vẫn tiếp tục giảm, cuối cùng dẫn đưa đến điểm đặt, chỉ là 50% năng lượng đầu vào đạt được và lò nhiệt hoạt động như đúng yêu cầu. Có một sự thời gian lãng phí khi lò nhiệt giảm đến nhiệt độ cuối cùng của nó chỉ sử dụng 52% rồi 51% năng lượng có sẵn, nhưng ít nhất không gây hại gì. Bằng cách cẩn trọng tăng độ lợi (nghĩa là giảm độ rộng của PB) hành vi over-damped và chậm chạp này có thể được cải thiện cho đến khi hệ thống đạt được crically damped cho nhiệt độ SP này. Việc làm này được gọi là 'điều chỉnh tinh' (turning) hệ thống điều khiển. Một hệ thống điều khiển nhiệt độ lò nhiệt tỉ lệ được chỉnh tinh tốt cũng thường hiệu quả hơn điều khiển on-off, nhưng vẫn còn đáp ứng chậm hơn so với lò nhiệt được điều khiển bằng tay (con người) thành thục.

### Điều khiển PID

Sơ đồ khối của một bộ điều khiển PID

Ảnh hưởng của thay đổi các thông số PID (Kp, Ki, Kd) trên đáp ứng bước của một hệ thống.

Ngoài hiệu suất chậm chạp để tránh dao động, một vấn đề khác với điều khiển chỉ có khâu tỷ lệ là việc dùng điện luôn luôn ở tỷ lệ thuận với sai số. Trong ví dụ trên, chúng ta giả định rằng nhiệt độ đặt có thể được duy trì với 50% công suất. Điều gì sẽ xảy ra nếu lò nhiệt này được yêu cầu trong một ứng dụng khác trong đó nhiệt độ đặt cao hơn sẽ yêu cầu 80% công suất để duy trì? Nếu độ lợi cuối cùng được thiết lập đến 50° PB, thì 80% công suất sẽ không được sử dụng trừ khi lò nhiệt thấp 15° so với điểm đặt, do đó, đối với ứng dụng này nhân viên vận hành sẽ phải nhớ luôn để nhiệt độ đặt cao hơn 15° thực sự cần thiết.Nếu độ lợi cuối cùng được thiết lập đến 50° PB, thì 80% công suất sẽ không được sử dụng trừ khi lò nhiệt thấp 15° so với điểm đặt, do đó, đối với ứng dụng này nhân viên vận hành sẽ phải nhớ luôn để nhiệt độ đặt cao hơn 15° thực sự cần thiết.Nếu độ lợi cuối cùng được thiết lập đến 50° PB, thì 80% công suất sẽ không được sử dụng trừ khi lò nhiệt thấp 15° so với điểm đặt, do đó, đối với ứng dụng này nhân viên vận hành sẽ phải nhớ luôn để nhiệt độ đặt cao hơn 15° thực sự cần thiết. Con số 15° này không phải là hoàn toàn không đổi hoặc: nó sẽ phụ thuộc vào nhiệt độ môi trường xung quanh, cũng như các yếu tố khác ảnh hưởng đến tổn hao nhiệt từ hoặc hấp thụ nhiệt ở trong lò.
Để giải quyết hai vấn đề trên, rất nhiều các chương trình điều khiển phản hồi bao gồm các mở rộng toán học đã được sử dụng để cải thiện hiệu suất. Những mở rộng phổ biến nhất dẫn đến điều khiển tỷ lệ-tích phân-vi phân hay điều khiển PID.

#### Tác dụng của khâu Vi phân
Khâu vi phân liên quan với tốc độ thay đổi của sai số theo thời gian: nếu biến đo lường tiếp cận điểm đặt nhanh chóng, thì cơ cấu chấp hành hậu sẽ sớm thực thi để đạt được mức yêu cầu; ngược lại nếu giá trị đo lường bắt đầu di chuyển nhanh chóng ra khỏi điểm đặt, nỗ lực sẽ được áp dụng — tỷ lệ với độ thay đổi — để cố gắng duy trì nó.
Khâu vi phân làm cho một hệ thống điều khiển hành xử một cách thông minh hơn nhiều. Trong các hệ thống điều khiển như điều chỉnh nhiệt độ của một lò nhiệt, hoặc có lẽ là-điều khiển chuyển động của một vật thể có khối lượng lớn như súng hoặc máy ảnh trên một chiếc xe đang di chuyển, khâu vi phân của một bộ điều khiển PID được tinh chỉnh tốt có thể cho phép đạt được và duy trì một điểm đặt tốt hơn so với một công nhân có tay nghề cao nhất có thể.
Nếu khâu vi phân bị sử dụng quá mức, cũng có thể dẫn đến dao động. An example would be a PV that increased rapidly towards SP, then halted early and seemed to "shy away" from the setpoint before rising towards it again.

#### Tác động của khâu Tích phân

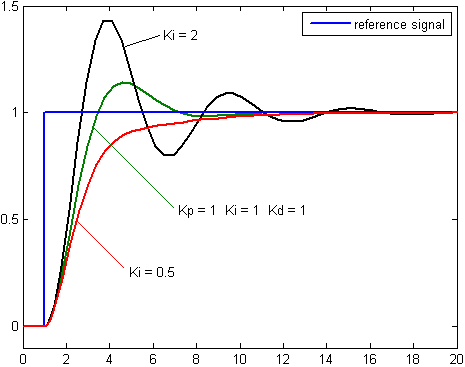
Thay đổi của đáp ứng của hệ thống bậc hai đối với một đầu vào hàm bước để thay đổi các giá trị Ki.

Khâu tích phân khuếch đại tác dụng của các sai số ổn định trạng thái lâu dài, áp dụng nỗ lực ngày càng tăng cho đến khi chúng giảm xuống bằng không. Trong ví dụ của lò nhiệt trên làm việc ở các nhiệt độ khác nhau, nếu nhiệt lượng đang được đưa vào không giúp lò nhiệt đạt đến điểm đặt, vì bất cứ lý do gì, khâu tích phân ngày càng tăng di chuyển dãi tỷ lệ so với điểm đặt đặt cho đến khi sai số PV được giảm xuống bằng không và đạt được điểm đặt.

##### Độ dốc tăng lên% mỗi phút
Một số bộ điều khiển bao gồm tùy chọn để hạn chế "độ dốc tăng lên % mỗi phút". Tùy chọn này có thể rất hữu ích trong việc ổn định các nồi hơi nhỏ (3 MBTUH), đặc biệt là vào mùa hè, trong suốt quá trình có tải nhẹ. Một nồi hơi đa dụng "đơn vị có thể yêu cầu thay đổi tải ở một tốc độ nhiều bằng 5% mỗi phút (IEA Coal Online - 2, 2007)".

### Các kỹ thuật khác
Có thể lọc PV hoặc tín hiệu sai số. Điều đó có thể làm giảm đáp ứng của hệ thống với các tần số không mong muốn, để giúp làm giảm sự mất ổn định hoặc dao động. Một số hệ thống phản hồi sẽ dao động ở chỉ một tần số. Bằng cách lọc ra những tần số đó, nhiều thông tin phản hồi "đặc" hơn có thể được áp dụng, làm cho hệ thống phản ứng nhanh hơn mà không còn dao động.
Các hệ thống phản hồi có thể được kết hợp với nhau. Trong điều khiển xếp tầng, một vòng điều khiển áp dụng các thuật toán điều khiển đối với một biến đo lường chống lại một điểm đặt, nhưng sau đó cung cấp một điểm đặt thay đổi để vòng điều khiển khác hơn là ảnh hưởng đến các biến quá trình một cách trực tiếp. Nếu một hệ thống có nhiều biến đo lường khác nhau cần được điều khiển, các hệ thống điều khiển riêng biệt sẽ được trình bày cho mỗi biến đó.
Kỹ thuật điều khiển trong nhiều ứng dụng tạo ra các hệ thống điều khiển phức tạp hơn so với điều khiển PID. Ví dụ các hệ thống kiểm soát bay, nhà máy hóa chất, và nhà máy lọc dầu. Các hệ thống điều khiển dự đoán mô hình được thiết kế bằng cách sử dụng phần mềm máy tính-hỗ trợ-thiết kế (CAD) chuyên sâu và các mô hình toán học thực nghiệm của hệ thống đó.

## Logic mờ
Lôgic mờ là một nỗ lực để áp dụng thiết kế dễ dàng của các bộ điều khiển logic để điều khiển các hệ thống liên tục thay đổi phức tạp. Về cơ bản, một phép đo trong một hệ thống logic mờ có thể là chân lý từng phần, đó là nếu "có" là 1 và "không có" là 0, một phép đo mờ có thể nằm giữa 0 và 1.
Các quy tắc của hệ thống được viết bằng ngôn ngữ tự nhiên và được dịch ra logic mờ. Ví dụ: thiết kế một lò nhiệt sẽ bắt đầu với: "nếu nhiệt độ quá cao, làm giảm nhiên liệu cho lò. Nếu nhiệt độ quá thấp, tăng nhiên liệu cho lò."
Các đo lường từ thế giới thực (ví dụ như nhiệt độ của một lò nhiệt) được chuyển thành các giá trị từ 0 đến 1 bằng cách nhìn thấy nơi chúng rơi vào một hình tam giác. Thông thường, đỉnh của tam giác là giá trị tối đa có thể có, được dịch thành 1.
Lôgic mờ, sau đó, sửa đổi logic Boolean thành số học. Thông thường toán từ "not" là "đầu ra = 1 - đầu vào," toán tử "và" "đầu ra = 'đầu vào.1' nhân với 'đầu vào.2'," và "hoặc" là "đầu ra = 1 - ((1-'đầu vào.1') nhân với (1 - 'đầu  vào.2'))". Điều này giảm xuống số học Boolean nếu giá trị bị giới hạn giữa 0 và 1, thay vì cho phép trong khoảng đơn vị [0,1].
Bước cuối cùng là "defuzzify" một đầu ra. Về cơ bản, các tính toán mờ làm cho một giá trị nằm giữa 0 và 1. Số đó được sử dụng để chọn một giá trị trên một đường thẳng có độ dốc và độ cao chuyển đổi giá trị mờ thành một số đầu ra thế giới thực. Số này sau đó sẽ điều khiển máy móc thực tế.
Nếu các hình tam giác được xác định một cách chính xác và các quy tắc là đúng thì kết quả có thể là một hệ thống điều khiển tốt.
Một thiết kế mờ mạnh mẽ là khi giảm thành một tính toán duy nhất, nhanh chóng, nó bắt đầu trông giống như một lời giải vòng lặp phản hồi thông thường và nó có thể xuất hiện giống như thiết kế mờ này là không cần thiết. Tuy nhiên, mô hình logic mờ có thể cung cấp khả năng mở rộng cho các hệ thống điều khiển lớn nơi mà các phương pháp thông thường trở nên cồng kềnh hoặc tốn kém.
Điện tử mờ là một công nghệ điện tử mà sử dụng logic mờ thay vì hai giá trị logic thường được sử dụng phổ biến hơn trong các điện tử kỹ thuật số.

## Thực thi vật lý

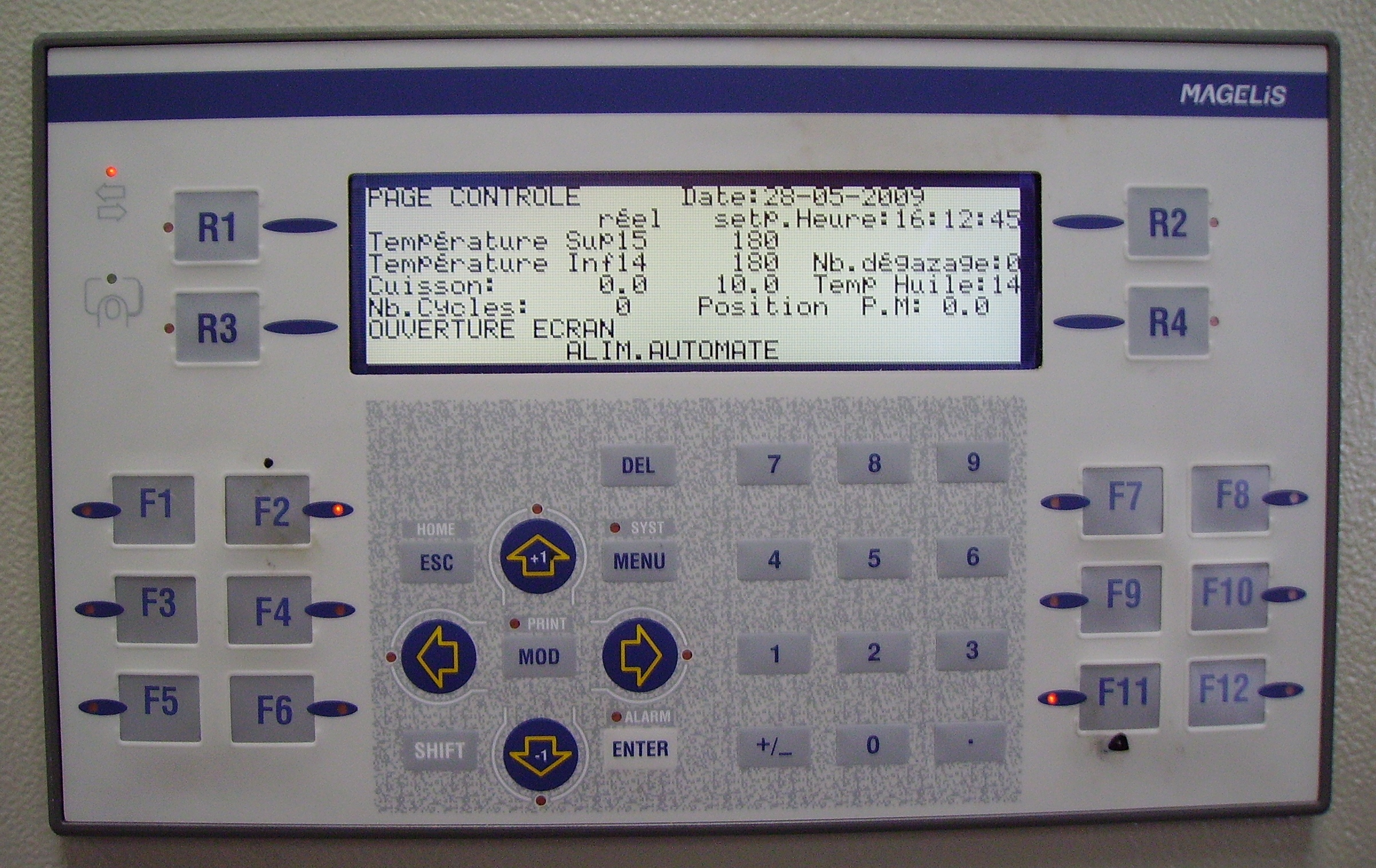
Một bảng điều khiển của máy nén nhiệt thủy lực.

Kể từ khi vi xử lý nhỏ hiện đại có giá rất rẻ(thường ít hơn $1), nó đã trở nên rất phổ biến để thực thi các hệ thống điều khiển, bao gồm các vòng điều khiển phản hồi, với máy vi tính, thường trong một hệ thống nhúng. Các điều khiển phản hồi được mô phỏng bằng máy tính thực hiện các phép đo định kỳ và sau đó tính toán từ các số liệu đo lường này (xem xử lý tín hiệu số, Hệ thống lấy mẫu dữ liệu). Máy tính mô phỏng các thiết bị logic bằng cách thực hiện các phép đo của các đầu vào số, tính toán một hàm logic từ các phép đo này và sau đó gửi các kết quả đến các thiết bị các chuyển mạch điện tử.
Các hệ thống logic và bộ điều khiển phản hồi thường được thực hiện với các bộ điều khiển logic khả trình (PLC) là các thiết bị có sẵn từ các nhà cung cấp điện. Chúng bao gồm một máy tính nhỏ và một hệ thống đơn giản để lập trình. Thông thường chúng được lập trình bằng các máy tính cá nhân.
Các bộ điều khiển logic cũng được tạo nên từ rơ le, thiết bị thủy lực và khí nén cũng như các thiết bị điện tử sử dụng bóng bán dẫn và ống chân không (các bộ điều khiển phản hồi có thể cũng được xây dựng theo cách này).